# Шева (Куявсько-Поморське воєводство)
Шева (пол. Szewa) — село в Польщі, у гміні Ковалево-Поморське Ґолюбсько-Добжинського повіту Куявсько-Поморського воєводства.
Населення — 168 осіб (2011).
У 1975-1998 роках село належало до Торунського воєводства.

## Демографія
Демографічна структура станом на 31 березня 2011 року:
|          | Загалом | Допрацездатний вік | Працездатний вік | Постпрацездатний вік |
| -------- | ------- | ------------------ | ---------------- | -------------------- |
| Чоловіки | 84      | 22                 | 58               | 4                    |
| Жінки    | 84      | 31                 | 44               | 9                    |
| Разом    | 168     | 53                 | 102              | 13                   |